# Idu-Mishmi jezik
Idu-Mishmi jezik (ISO 639-3: clk; “chulikata”, “chulikotta”, ida, idu, midhi, midu, sulikota, yidu luoba), sinotibetski jezik uže tibetsko-burmanske skupine, kojim govori oko 11 000 ljudi u dolini Dibang u indijskoj državi Arunachal Pradesh, Assamu i Zapadnom Bengalu. Svega oko 80 ljudi njime govori u jugoistočnom Tibetu u prefekturi Nyingchi u dolini rijeke Danba i susjednim planinskim obroncima kod butanske granice.
Mishmi Idu su pleme koji možda ne pripadaju u prave Tani narode, ali su im srodni a njihov jezik je jedan od 11 sjevernoasamskih (tani) jezika. Kina ih na svom području klasificira u nacionalnost Lhoba

## Vanjske poveznice
- Ethnologue (14th)
- Ethnologue (15th)